# 2614 Torrence
2614 Torrence је астероид главног астероидног појаса са средњом удаљеношћу од Сунца која износи 2,338 астрономских јединица (АЈ).
Апсолутна магнитуда астероида је 13,3.